# Frontière entre le Honduras et la Jamaïque
La frontière entre le Honduras et la Jamaïque est entièrement maritime et se situe en mer des Caraïbes.
Celle-ci connecte le tripoint Jamaïque-Honduras-Îles Caïmans avec le tripoint Honduras-Colombie-Jamaïque au niveau du banc de Serranilla. Ce dernier se trouve aussi à proximité de la frontière maritime entre le Honduras et le Nicaragua.
Le traité n'est toujours pas formalisé bien que des rencontres bilatérales ont déjà eu lieu en avril 2013.